# Björn Ahlander
Björn Oliver Ahlander, född 1 juli 1920 i Göteborg, död 10 november 1982 i Stockholm, var en svensk jurist, journalist och författare. 
Björn Ahlander var son till sjökaptenen Karl A. Ahlander och Hilda, född Öhrström. Han utbildade sig vid Uppsala universitet, där han 1941 blev fil.kand., 1944 jur.kand., 1947 fil.lic. och, efter studier även vid Yale Law School 1948–1949 jur.lic.. Han disputerade sedan för juris doktorgrad 1952 på avhandlingen i rättsfilosofi Om rätt och rättstillämpning.
Björn Ahlander var avdelningschef hos Almqvist & Wiksell/Gebers förlag 1951–1955, varefter han blev pressattaché vid ambassaden i Washington, D.C. Tjänsten avslutades 1959 när Ahlander stod i begrepp att gifta sig med amerikanskan Leslie Judd, dotter till Arthur C. Judd och Edith Henley. Ahlander övergick istället till att vara Sveriges Radios korrespondent i USA.
Åren 1971–1972 var Björn Ahlander den siste chefredaktören för Göteborgs Handels- och Sjöfartstidning.
Han var far till Dag Sebastian Ahlander. Björn Ahlander är begravd på Ängelholms kyrkogård.